# Severin Jørgensen
 Der er for få eller ingen kildehenvisninger i denne artikel, hvilket er et problem. Du kan hjælpe ved at angive troværdige kilder til de påstande, som fremføres i artiklen.

Jens Severin Jørgensen (født 31. marts 1842 Rostrup ved Hobro, død 10. januar 1926 Vester Nebel) var initiativtager til dannelsen i 1896 af Fællesforeningen for Danmarks Brugsforeninger, FDB. Foreningen ændrede i 2013 sit navn til Coop amba.
Severin Jørgensen blev født 31. marts 1842 i Rostrup Skole ved Hobro som søn af lærer P. M. Jørgensen i et stærkt religiøst hjem. Efter konfirmationen kom han urmagerlære, men en svag ryg fik ham til at opgive, og han kom i stedet i lære i en manufakturhandel i Aarhus. Efter sin læretid blev Severin Jørgensen bestyrer af en købmandsforretning på Mols. Han forsøgte sig senere som selvstændig i Beder ved Aarhus, i Jelling og senere i Sønder Kirkeby på Falster.
I 1868 blev Severin Jørgensen bestyrer af den filial i Ulslev, som Idestrup Brugsforening havde etableret i nabobyen på Falster samme år, men det var først da han i 1875 flyttede til Vester Nebel ved Kolding som uddeler i brugsforeningen dér, at Severin Jørgensen for alvor fik succes. Foreningen åbnede filialer i nabolandsbyerne, og i 1883 inviterede han en række andre brugsforeninger til at lave fællesindkøb sammen med Vester Nebel Brugsforening. Selv om ideen ikke slog an fra begyndelsen blev dette initiativ den egentlige anledning til dannelsen af den nationale Fællesforening for Danmarks Brugsforeninger, FDB, i 1896.
Severin Jørgensen blev FDB's første formand og var formand frem til 1914. I hans formandsperiode var Severin Jørgensen blandt andet initiativtager til FDB's etablering af produktionsanlæg i Kolding, Esbjerg og Viby Jylland. Severin Jørgensen var en flittig skribent og indledte forsøg med medlemskommunikation, som senere blev til Samvirke og han talte varmt for, at brugserne havde 'Ærlige varer til ærlige priser', hvilket gav anledning til, at FDB i 1928 som de første i Danmark med etablering af eget laboratorium begyndte at interessere sig for fødevarekvalitet og varedeklarationer.
Severin Jørgensen var ikke blot en drivkraft i brugsforeningsbevægelsen, men også i udbygningen af andelsbevægelsen. Han var med til at oprettelse Dansk Andels Ægeksport i 1894, og han var hovedansvarlig bag oprettelsen af Andelsudvalget i 1899 og senere af Dansk Andels Cementfabrik i 1911.